# Antonio de Estrada Manrique
Antonio de Estrada Manrique (Valladolid, f. siglo XVI o p. siglo XVII - Osorno, Palencia, junio de 1658), religioso y obispo español.
Era hijo de Juan de Estrada, oidor de la chancillería de Valladolid, y de Juana de Texada. Como bachiller canonista, el 18 de septiembre de 1633 ingresó al colegio mayor de San Bartolomé, del cual también fue rector los dos años siguientes, en 1634 y 1635.
Recibió la licenciatura en Leyes y dio cátedra de Decretales menores en 1639 y de Decretales mayores en 1641.
En 1643 el monarca Felipe IV lo nombró para cubrir un puesto vacante en la Audiencia de La Coruña, pero no llegó a tomar posesión del cargo, pues inmediatamente fue elegido oidor de la Audiencia de Sevilla. Ocupó la regencia del Consejo de Navarra y por un decreto real asistió a una Junta de competencias. El 24 de noviembre de 1654 fue designado consejero de Inquisición.
El 6 de octubre de 1657 reacayó en él el obispado de Palencia, y se consagró obispo el 7 de octubre en el Convento Real de la Encarnación. Realizó visita a su diócesis y en Granada reedificó el hospital de los Convalecientes o de las Navas.
Falleció en junio de 1658, y fue enterrado en el crucero de la catedral de Palencia.